# Hublí-Dhárvád
Hublí-Dhárvád (kannadsky ಹುಬ್ಬಳ್ಳಿ-ಧಾರವಾಡ) je město v Karnátace, jednom ze svazových států Indie. K roku 2011 v něm žilo přibližně 944 tisíc obyvatel, čímž se jednalo o druhé nejlidnatější město Karnátaky po hlavním městě Bengalúru.

## Poloha a doprava
Dvojměstí Hublí-Dhárvád leží na severozápadě Karnátaky u západního okraje Dekánské plošiny ve výšce 670 až 760 metrů nad mořem. Je vzdáleno přibližně 410 kilometrů severozápadně od Bengalúru. Centra Hublí a Dharvádu jsou od sebe přibližně 20 kilometrů.
Přes Hublí-Dharvád prochází národní dálnice 48 z Čennaí přes Bengalúr a dále přes Puné, Bombaj, Vádódaru, Udajpur a Džajpur do Dillí.